# Valerio Grazini
Valerio Grazini (Viterbo, 26 de septiembre de 1992) es un deportista italiano que compite en tiro, en la modalidad de tiro al plato.
En los Juegos Europeos de Minsk 2019 consiguió una medalla de plata en la prueba de foso. Ganó una medalla de oro en el Campeonato Europeo de Tiro de 2021, en el foso mixto.

## Palmarés internacional
| Juegos Europeos    | Juegos Europeos     | Juegos Europeos  | Juegos Europeos |
| Año                | Lugar               | Medalla          | Prueba          |
| ------------------ | ------------------- | ---------------- | --------------- |
| 2019               | Minsk (Bielorrusia) | Medalla de plata | Foso            |
| Campeonato Europeo |                     |                  |                 |
| Año                | Lugar               | Medalla          | Prueba          |
| 2021               | Osijek (Croacia)    | Medalla de oro   | Foso mixto      |